# Мервино
Мервино — деревня в Руднянском районе Смоленской области России. Входит в состав Переволочского сельского поселения. Население — 42 жителя (2007 год).
Расположена в западной части области в 14 км к северо-востоку от Рудни, в 2 км северо-западнее автодороги Р130 Демидов — Рудня, на берегу реки Рутавечь. В 16 км юго-западнее деревни расположена железнодорожная станция Рудня на линии Смоленск — Витебск.

## История
В годы Великой Отечественной войны деревня была оккупирована гитлеровскими войсками в июле 1941 года, освобождена в октябре 1943 года.